# Stojan Jankulov

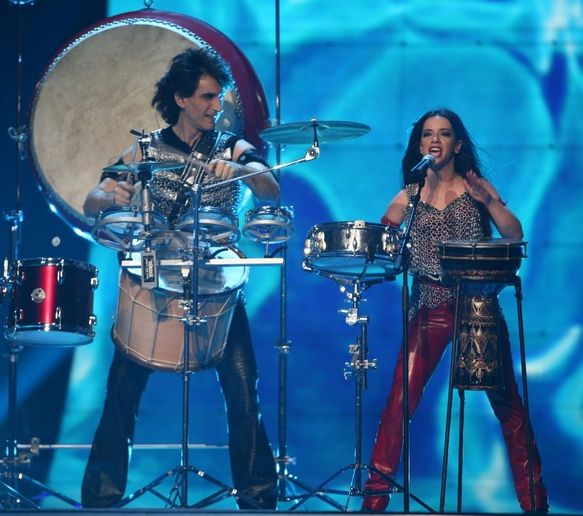
Elitsa Todorova och Stojan Jankulov.

Stojan Jankulov (bulgariska: Стоян Янкулов, Stojan Jankulov) född 10 september 1966, är en bulgarisk artist som tillsammans med Elitsa Todorova framförde Bulgariens bidrag "Water" i semifinalen i Eurovision Song Contest 2007 i Helsingfors. Sex år senare, år 2013, representerade duon återigen Bulgarien i tävlingen.